# براد سبينس
براد سبينس هو متزحلق جبال الألب كندي، ولد في 19 أبريل 1984 في كالغاري في كندا.

## وصلات خارجية
- براد سبينس على موقع الاتحاد الدولي للتزلج (التزلج على المنحدرات الثلجية) (الإنجليزية)
- براد سبينس على موقع أوليمبيديا (الإنجليزية)